# Pleolophus subterminatus
Pleolophus subterminatus är en stekelart som beskrevs av Jonaitis 1981. Pleolophus subterminatus ingår i släktet Pleolophus och familjen brokparasitsteklar. Inga underarter finns listade i Catalogue of Life.